# Przegrzanie
Przegrzanie — podniesienie temperatury danej fazy, powyżej temperatury odpowiedniej przemiany fazowej. Przykładem może być podniesienie temperatury wody powyżej jej temperatury wrzenia. Mamy wtedy do czynienia z cieczą przegrzaną.